# Sobreaceleración
La sobreaceleración[cita requerida] (conocida también como tirón, sacudida[cita requerida], 
o golpeteo[cita requerida]) es la tasa de cambio de la aceleración, es decir, la derivada de la aceleración con respecto al tiempo, la segunda derivada de la velocidad, o la tercera derivada de la posición. Dado que la aceleración es una magnitud vectorial, la sobreaceleración también lo es.

{\displaystyle {\vec {j}}(t)={\frac {\mathrm {d} {\vec {a}}(t)}{\mathrm {d} t}}={\dot {\vec {a}}}(t)={\frac {\mathrm {d} ^{2}{\vec {v}}(t)}{\mathrm {d} t^{2}}}={\ddot {\vec {v}}}(t)={\frac {\mathrm {d} ^{3}{\vec {r}}(t)}{\mathrm {d} t^{3}}}={\overset {...}{\vec {r}}}(t)}

donde
{\displaystyle {\vec {a}}} es la aceleración,
{\displaystyle {\vec {v}}} es la velocidad,
{\displaystyle {\vec {r}}} es la posición,
{\displaystyle {\mathit {t}}} es el tiempo.
La sobreaceleración o tirón es un vector, y no hay un término que se utiliza generalmente para describir su magnitud escalar (más precisamente, su norma, por ejemplo, "rapidez" como la norma del vector de velocidad).
De acuerdo con el resultado del análisis dimensional del tirón, [longitud/tiempo³], las unidades SI son m/s³ (o m·s−3). No existe un acuerdo universal sobre el símbolo para el tirón, pero {\displaystyle j} es de uso general. También se aplica la notación de Newton para la derivada en el tiempo ({\displaystyle {\dot {a}},\;{\ddot {v}},\;{\overset {...}{r}}}).
La cuarta derivada de la posición, equivalente a la primera derivada de la sobreaceleración o tirón, es el chasquido.
Debido a la participación de tercera derivadas, en matemáticas las ecuaciones diferenciales de la forma
{\displaystyle J\left({\overset {...}{x}},{\ddot {x}},{\dot {x}},x\right)=0}
se llaman ecuaciones de tirón. Se ha demostrado que una ecuación tirón, que es equivalente a un sistema de tres ecuaciones diferenciales ordinarias no lineales, de primer orden, es en cierto sentido el ajuste mínimo para las soluciones muestra un comportamiento caótico. Esto motiva interés matemático en los sistemas de sobreaceleraciones. Sistemas que implican derivadas de cuarto o mayor orden, se denominan sistemas híper aceleraciones o híper tirones.

## Fuerzas y derivadas de trayectoria

### Posición, la derivada cero
La fuerza más prominente {\displaystyle F} asociada a la posición {\displaystyle x} de una partícula se relaciona a través de Ley de Hooke a la rigidez rígida {\displaystyle k_{r}} de un resorte.
{\displaystyle F=-k_{r}x}
Esta es una fuerza que se opone al aumento de los desplazamientos.

### Velocidad, la magnitud de la primera derivada
Una partícula que se mueve en un entorno fluido viscoso experimenta una fuerza de arrastre {\displaystyle F_{D}}, que, dependiendo del número de Reynolds y su área, oscila entre ser proporcional a {\displaystyle v} hasta proporcional a {\displaystyle v^{2}} de acuerdo con la ecuación arrastre:
{\displaystyle F_{D}\,=\,{\tfrac {1}{2}}\,\rho \,v^{2}\,C_{D}\,A}
donde
{\displaystyle \rho } es la densidad del fluido,
{\displaystyle v} es la velocidad del objeto relativo al fluido,
{\displaystyle A} es el área de la sección transversal, y
{\displaystyle C_{D}} es el coeficiente de arrastre – un número adimensional.
El coeficiente de arrastre depende de la forma escalable del objeto y del número de Reynolds, que a su vez depende de la velocidad.

### Aceleración, la magnitud de la segunda derivada
La aceleración {\displaystyle a} es de acuerdo con Segunda Ley de Newton
{\displaystyle F=m\cdot a}
unido a una fuerza {\displaystyle F}, a través de la proporcionalidad dada por la masa {\displaystyle m}.

### Derivadas de órdenes superiores
En la mecánica clásica de los cuerpos rígidos no hay fuerzas asociadas a las derivadas de órdenes superiores de la trayectoria, sin embargo, no solo los efectos fisiológicos de la sobreaceleración, pero también las oscilaciones y la propagación de la deformación a lo largo y dentro de los cuerpos no idealmente rígidos, requieren diversas técnicas para controlar el movimiento con el fin de evitar las fuerzas destructivas resultantes. Se ha informado con frecuencia durante el diseño del telescopio Hubble que la NASA no solo limita la sobreaceleración en su especificación requerida, sino también la siguiente derivada superior, el chasquido.
Para una fuerza de retroceso sobre la aceleración cargan partículas que emiten radiación, la cual es proporcional a su sobreaceleración y el cuadrado de su carga, (ver la fuerza de Abraham-Lorentz). Una teoría más avanzada, aplicable en un ambiente relativista y cuántico, que representan la energía propia se proporciona en teoría del absorbedor de Wheeler-Feynman.

## Sistemas mecánicos
La gran mayoría de sistemas mecánicos para el movimiento de partículas o cuerpos están constituidos por ecuaciones diferenciales de segundo orden. Esto llevó a conjeturar que cualquier sistema fundamental debía estar descrito por ecuaciones diferenciales de como mucho segundo orden. Esto tiene sentido para el movimiento de partículas o cuerpos, donde esencialmente se pretende relacionar las fuerzas existentes con la trayectoria de la partícula. Puesto que la geometría diferencial de curvas prueba que una curva queda completamente determinada (salvo traslación y rotación) si se especifican en cada punto la curvatura y la torsión, y estas a su vez son completamente expresables en términos de las derivadas primera y segunda de las coordenadas, resulta que el movimiento de una partícula, conocida su posición y velocidad inicial, está completamente especificado si se relacionan las fuerzas con las derivadas primera y segunda.
Sin embargo otros sistemas físicos pueden exhibir conductas más complejas ya que en ellos se deben especificar ecuaciones para más parámetros que los que determinan una trayectoria continua en el espacio, y por tanto podrían requerir la especificación de derivadas terceras.
Por ejemplo, en la asignatura de diseño de máquinas, una máquina en la que una o más piezas estén sometidas a cambios bruscos de aceleración se considera propensa a fallos, además de tener una vida útil de corta duración.
También es utilizada en el diseño y construcción de montañas rusas ya que la Sobreaceleración es un factor muy importante para determinar el agrado o desagrado de los usuarios del juego mecánico así como la seguridad de estos al encontrarse sometidos a variaciones de aceleración moderadas.

## Aplicaciones

### Sistemas de sobreaceleración
Un sistema de sobreaceleración es un sistema cuya evolución temporal viene dada por una ecuación del tipo (Sprott, 2003):

{\displaystyle {\frac {\mathrm {d} ^{3}x}{\mathrm {d} t^{3}}}=f\left({\frac {\mathrm {d} ^{2}x}{\mathrm {d} t^{2}}},{\frac {\mathrm {d} x}{\mathrm {d} t}},x\right).}

Por ejemplo, ciertos circuitos electrónicos simples solo pueden ser diseñados mediante el uso de ecuaciones que involucren sobreaceleraciones o ecuaciones diferenciales que involucren hasta la tercera derivada de alguna magnitud. Estos circuitos se conocen como circuitos de sacudida.
Una de las propiedades más interesantes de los sistemas de sobreaceleración es la frecuencia con la que exhiben comportamientos caóticos. De hecho, ciertos sistemas caóticos bien conocidos, como el atractor de Lorenz y el atractor de Rössler, se describen normalmente como sistemas de tres ecuaciones diferenciales de primer orden, que pueden ser combinadas de manera equivalente en una única ecuación más complicada de tercer orden. Un ejemplo de este tipo de sistemas sería:

{\displaystyle {\frac {\mathrm {d} ^{3}x}{\mathrm {d} t^{3}}}+A{\frac {\mathrm {d} ^{2}x}{\mathrm {d} t^{2}}}+{\frac {\mathrm {d} x}{\mathrm {d} t}}-|x|+1=0.}

Donde A es un parámetro ajustable. Esta ecuación tiene una solución caótica para A=3/5 que puede ser reproducida mediante el siguiente circuito de sacudida:
En el circuito anterior, todas las resistencias son de igual valor, excepto {\displaystyle R_{A}=R/A=5R/3}, y todos los condensadores son de igual capacidad. La frecuencia dominante será {\displaystyle 1/2\pi RC}. La salida del Amplificador Operacional 0 corresponderá a la variable x, la salida 1 corresponderá a la primera derivada de x y la salida de 2 corresponderá a la segunda derivada.